# Gilles Roussi
Pour les articles homonymes, voir Roussi.
Gilles Roussi (né le 7 janvier 1947 à Constance en Allemagne) est un sculpteur français, créateur de nombreuses sculptures portant sur les problématiques engendrées par la modernité et notamment les machines électroniques.
Pendant la période 1970-1990, il contribua avec d'autres artistes à rapprocher les deux mondes artistiques et scientifiques et s'interrogea sur les enjeux de la modernité.

## Biographie
Gilles Roussi fait ses études secondaires au Collège Cévenol, dans la section technique/mathématiques. Après une année de prépa en « taupe » ; la seconde sera médiocre. Il passe une année, 1966, à Violet, puis entre en 1967 aux beaux-arts de Saint-Étienne, d'où il est renvoyé.
En 1968, époque de contestation, il crée sa première sculpture électronique. Et c'est en 1970 qu'il rencontre Iris Clert, seule galeriste parisienne qui s’intéresse alors à ce genre de travail.
De 1970 à 1976, il exerce la profession de routier international, puis, en octobre 1976, il entre comme professeur aux beaux-arts de Mâcon.
En 1981, il est chargé de mission auprès du ministère de la Culture pour la création de l’école des beaux-arts de Fort-de-France (Martinique), où il rejoint son oncle Aimé Césaire qui l'aidera dans cette tâche. Cette école porte depuis le nom d'Institut régional d'art visuel de Fort-de-France.
En 1982, Gilles Roussi est nommé professeur au département design de l'École supérieure art et design de Saint-Étienne. Il organise régulièrement des ateliers ARC (Ateliers de Recherche et Création) avec ses élèves et des étudiants d'autres écoles comme l'École nationale supérieure des mines de Saint-Étienne. L'atelier qu'il animait en 2006-2007, par exemple, portait sur la « rature » et faisait interagir techniques de pointe, philosophie, art, théologie et mathématiques appliquées.
En 1985, il est lauréat du concours international de la Cité des sciences et de l'industrie (La Villette) pour l’espace robotique et, toujours la même année, se retrouve titulaire d’une bourse de recherche au centre international de création artistique de la chartreuse de Villeneuve-lès-Avignon.
En 1986, il signe un contrat de partenariat avec la fondation Hewlett Packard, et en 1987 il travaille avec les ingénieurs de Hewlett Packard à la réalisation d’une plante informatique pour le siège social européen de l'entreprise.
En 1989, il réalise le monument commémoratif du bicentenaire de la Révolution française pour la ville de Fort-de-France : Liberté inachevée.
En 1994, il est contacté par le conseil d’administration de l’École polytechnique pour la réalisation d’une sculpture commémorant le bicentenaire de l’école : ce travail durera un an en collaboration avec le laboratoire informatique de l’école.

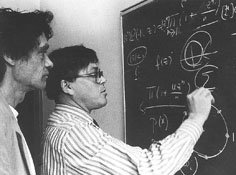
Travail à Polytechnique avec son complice Jean-Marc Steyaert, en 1993-1994.

En 2000, il est lauréat du concours pour la commémoration du parvis de l'église Notre-Dame-de-Toute-Grâce du plateau d'Assy, décorée par les artistes majeurs de la première moitié du XXe siècle, Fernand Léger, Henri Matisse, Marc Chagall, Georges Rouault, Germaine Richier, etc. Pour cette occasion, il réalise Plaidoyer pour les droits de l'homme.
Parallèlement à ces diverses réalisations, Gilles Roussi poursuit un travail de sculpture lié aux nouvelles technologies.
Il vit à Saint-Étienne (Loire). Désormais à la retraite, il travaille sur des sculptures liées à des textes « fondateurs » (William Shakespeare, Herman Melville, etc).

## Œuvres

Le Mystère du temps (1990).

La liberté inachevée (2019).

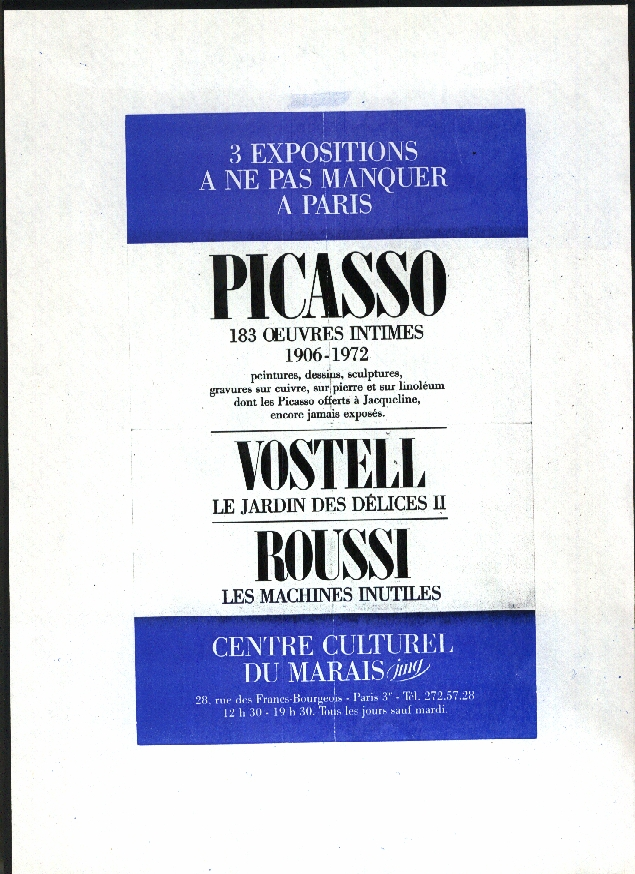
« Les machines inutiles »,
exposition à Paris.

- Tard dans la nuit, synthèse vocale et électronique, 1983, collection particulière Paris
- La Grande Inutilité technologique, électronique, 1984, collection fondation Hewlett-Packard
- Bon robot, œuvre monumentale de sept mètres de hauteur, 1984, Cité des sciences et de l'industrie à Paris
- Petite Nuit antillaise, électronique, 1988[3]
- 1984 hommage à George Orwell, électronique wrappée, 1984, collection particulière Paris
- Le Grand Oiseau, électronique, 1989[3]
- Le Mystère du temps, acrylique et résine, 1990, collection privée Monaco
- Et les chiens se taisaient, électronique wrappée sur tulipage or, 1991[3]
- Hommage aux deux cents promotions, 1994, inaugurée à l'occasion du bicentenaire de l'École polytechnique et installée dans le Grand Hall de celle-ci. L’œuvre est conçue avec Jean-Marc Steyaert, professeur d'informatique au LIX, et comporte un terminal permettant de consulter les noms des élèves de l'École depuis sa création jusqu'à la promotion 1994[4]. Cette fonctionnalité est aujourd'hui hors service.
- Hommage à Baudelaire, électronique wrappée sur or, 1998, collection de l’artiste
- Trois colonnes, bloc de PMMA résine acrylique et électronique, 1998/1999, collection particulière à Saint-Étienne et propriété de l’artiste
- Plaidoyer pour les Droits de l'homme, acier et inox gravé sur béton (6 × 1 × 1 m), 2000, Parvis de l'église Notre-Dame-de-Toute-Grâce du plateau d'Assy
- La Liberté inachevée, stèle d'ardoise et marbre noir de 2 mètres avec sur chaque face un QRcode gravé qui permet de lire un texte d'auteur (Sud : Aimé Césaire, Est : Albert Camus, Ouest : Pierre Choderlos de Laclos, Nord : Jennifer Richard[5]), chacun sur les thèmes de la liberté et de l'esclavage, 2019, Square Victor Schoelcher à Saint-Étienne carte[6],[7],[8]

## Publications
- Avec Jean-Pierre Spilmont, Tous les nègres se ressemblent, Vénissieux, Éd. Paroles d'aube, 1995, 136 p.  (ISBN 2-909096-40-8)